# 高文华 (1929年)
高文华（1929年11月—？），男，河北涿州人，中华人民共和国政治人物，曾任中国民主促进会宁夏回族自治区委员会主任委员，第九届全国政协委员。